# 汉斯-乌尔里希·格拉彭廷
汉斯-乌尔里希·格拉彭廷（德語：Hans-Ulrich Grapenthin，1943年9月2日—），德国男子足球运动员，司职守门员。他曾代表东德国奥队参加1976年夏季奥林匹克运动会足球比赛，获得一枚金牌。